# Diecezja Cruzeiro do Sul
Diecezja Cruzeiro do Sul (łac. Dioecesis Crucis Australis) – diecezja Kościoła rzymskokatolickiego w Brazylii. Należy do metropolii Porto Velho wchodzi w skład regionu kościelnego Norte 1. Została erygowana przez papieża Piusa XI bullą Munus regendi w dniu 22 maja 1931 jako prałatura terytorialna Juruá. 25 czerwca 1987 podniesiona do rangi diecezji uzyskała obecną nazwę.